# US Montauban
L'Union Sportive Montalbanaise (US Montauban) és un club de rugbi a 15 francès amb seu a Montalban. Sovint es confon amb la secció professional, el Montauban Tarn-et-Garonne XV (MTG XV). Campió de França el 1967, participa actualment al Top 14. Durant la temporada 2008/2009, el club va participar per primera vegada en la seva història en la Copa d'Europa.

## Palmarès
- Campió de França de rugbi a 15 (Bouclier de Brennus): 1967
- Campió Pro D2: 2001, 2006
- Desafiament de l'Esperança: 1967
- Antoine Béguère Desafiament: 1.971
- Armand Vaquerin Desafiament: 2005
- Finalista Vaquerin repte: 2004
- Finalista Béguère repte: 1972

| Data               | Vencedor      | Finalista  | Marcador | Seu                                  | Espectadors |
| ------------------ | ------------- | ---------- | -------- | ------------------------------------ | ----------- |
| 28 de maig de 1967 | U.S.Montauban | C.A.Bègles | 11-3     | Stade Jacques Chaban-Delmas, Bordeus | 32.115      |